# Tauranga

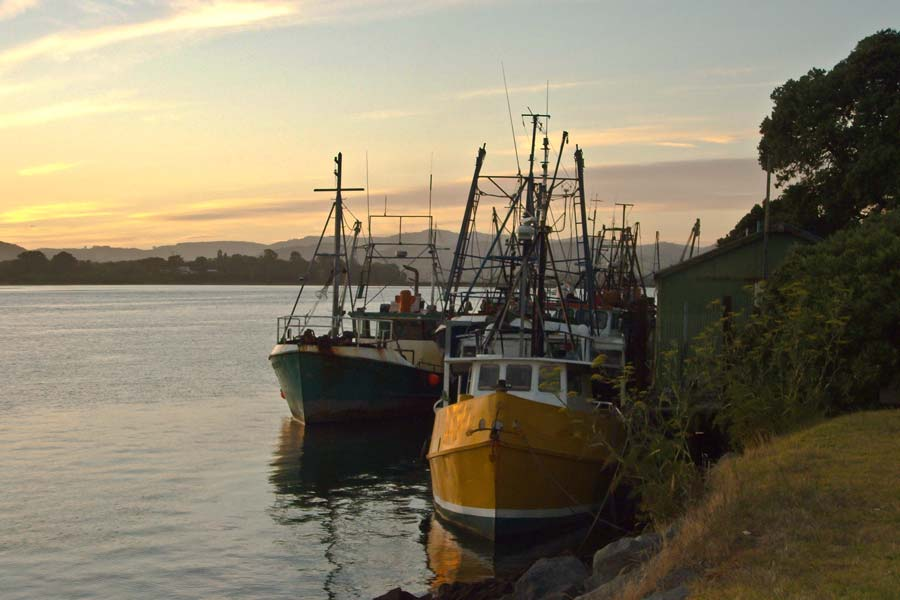
Tauranga harbour.

Tauranga is met een bevolking van 109.100 (2006) inwoners de grootste stad van de regio Bay of Plenty op het Noordereiland van Nieuw-Zeeland. Tauranga is een van de snelst groeiende steden van Nieuw-Zeeland. Naar verwachting zal het over een aantal jaar Dunedin inhalen. De stad ontleent haar toeristische aantrekkingskracht aan de nabijheid van Mount Maunganui en de diverse watersportmogelijkheden.
In de stad is een kleine gemeente van de Free Presbyterian Church of Scotland.

## Geboren
- John Antram (1936-1958), motorcoureur
- Lisa Carrington (1989), kanovaarster
- Richie Stanaway (1991), autocoureur
- Peter Burling (1991), zeiler
- Jesse Edge (1995), voetballer
- Kim Cadzow (2001), wielrenster